# Oleksievka, Bilohirsk
Oleksievka (în ucraineană Олексієвка) este un sat în comuna Krînîcine din raionul Bilohirsk, Republica Autonomă Crimeea, Ucraina.

## Demografie
Componența lingvistică a localității Oleksievka
     Rusă (63,37%)
     Tătară crimeeană (32,34%)
     Ucraineană (2,97%)
     Alte limbi (0,33%)
Conform recensământului din 2001, majoritatea populației localității Oleksievka era vorbitoare de rusă (63,37%), existând în minoritate și vorbitori de tătară crimeeană (32,34%) și ucraineană (2,97%).